# Quảng trường Tự do (Đài Bắc)

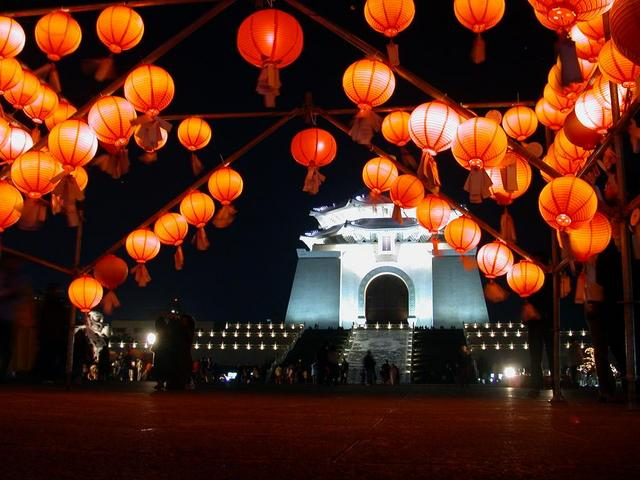
Tết Nguyên tiêu Đài Bắc tại Quảng trường Tự do

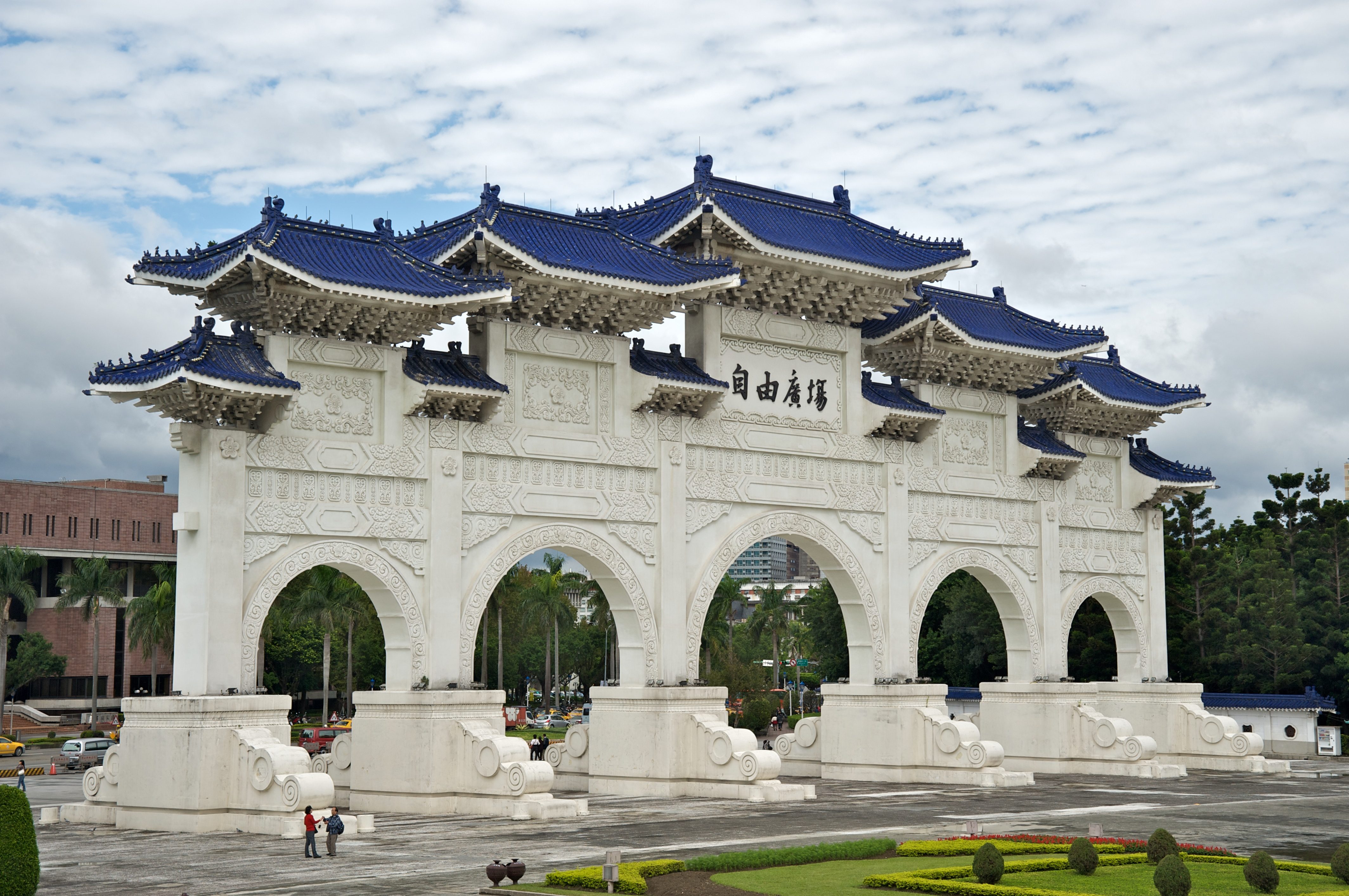
Cổng chính Quảng trường Tự do

Quảng trường Tự do là một quảng trường công cộng bao trùm hơn 240.000 mét vuông ở quận Trung Chính của Đài Bắc, Đài Loan. Đây là nơi công chúng tụ họp sau khi được hoàn thành vào cuối những năm 1970. Tên gọi quảng trường gợi nhớ lại vai trò lịch sử quan trọng trong quá trình chuyển đổi từ thế chế độc đảng sang dân chủ hiện đại của Đài Loan trong thập niên 1990.

## Tổng quan
Quảng trường Tự do đóng vai trò là một địa điểm chính cho các cuộc tụ họp công cộng ở Đài Bắc và là nơi có ba địa danh chính cũng như các công viên dân sự. Ở cuối phía đông của Quảng trường Tự do là Đài Tưởng niệm Tưởng Giới Thạch. Quảng trường được bao quanh bởi Phòng hòa nhạc quốc gia ở phía bắc và Nhà hát quốc gia ở phía nam. Một công viên bao quanh quảng trường và một bức tường bao quanh vị trí. Quảng trường nằm trong tầm nhìn của Tòa nhà Văn phòng Tổng thống.
Quảng trường Tự do thường xuyên phục vụ như là nơi tập trung đông người ở Đài Loan. Đây là nơi diễn ra các nghi lễ thảm đỏ khi tổng thống Đài Loan chào đón các chức sắc nước ngoài. Đám đông tụ tập tại quảng trường trong suốt cả năm cho các lễ hội và buổi hòa nhạc ngoài trời. Lễ hội đèn lồng Đài Bắc thường xuyên diễn ra trên quảng trường. Trong nhiều ngày, sinh viên, vận động viên và đội vệ binh danh dự có thể được nhìn thấy tại quảng trường, diễn tập và học các điệu nhảy. Nhà hát Quốc gia và Phòng Hòa nhạc Quốc gia tổ chức hơn 800 sự kiện mỗi năm và cung cấp phông nền mang tính biểu tượng cho các sự kiện trên quảng trường.
Các ao và công viên xung quanh trung tâm tưởng niệm và văn hóa có những bãi cỏ, cây cối và lối đi được duy trì tốt. Các ao chứa đầy cá cảnh đầy màu sắc truyền thống được tìm thấy trong các khu vườn ở Đông Á. Các công viên thường xuyên tổ chức các hình thức hoạt động công cộng yên tĩnh hơn, chẳng hạn như trò chơi cờ vây, Taekwondo, Thái cực quyền và các môn luyện tập võ thuật khác.

## Lịch sử
Quảng trường đã được bắt đầu xây dựng vào những năm 1970 tại thời điểm Đài Loan vẫn nằm dưới sự cai trị độc đảng của Trung Quốc Quốc dân Đảng (những người theo chủ nghĩa dân tộc Trung Quốc). Kiến trúc sư Dương Trác Thành tâm niệm quảng trường sẽ là một phần của một thiết kế hoành tráng cho đài tưởng niệm Tưởng Giới Thạch, Tổng thống Trung Hoa Dân quốc, người đã chạy đến Đài Loan sau cuộc nội chiến Trung Quốc. Quảng trường lần đầu tiên mở cửa cho công chúng được biết đến như là Quảng trường Tưởng niệm Tưởng Giới Thạch sau cái chết của Tưởng vào năm 1975.
Kiến trúc tại địa điểm này kết hợp nhiều yếu tố truyền thống và hồi tưởng về các di tích của Quốc dân Đảng trước kia được dựng lên ở Hoa Lục.